# سیستم اتوبوس کمیسیون حمل و نقل تورنتو

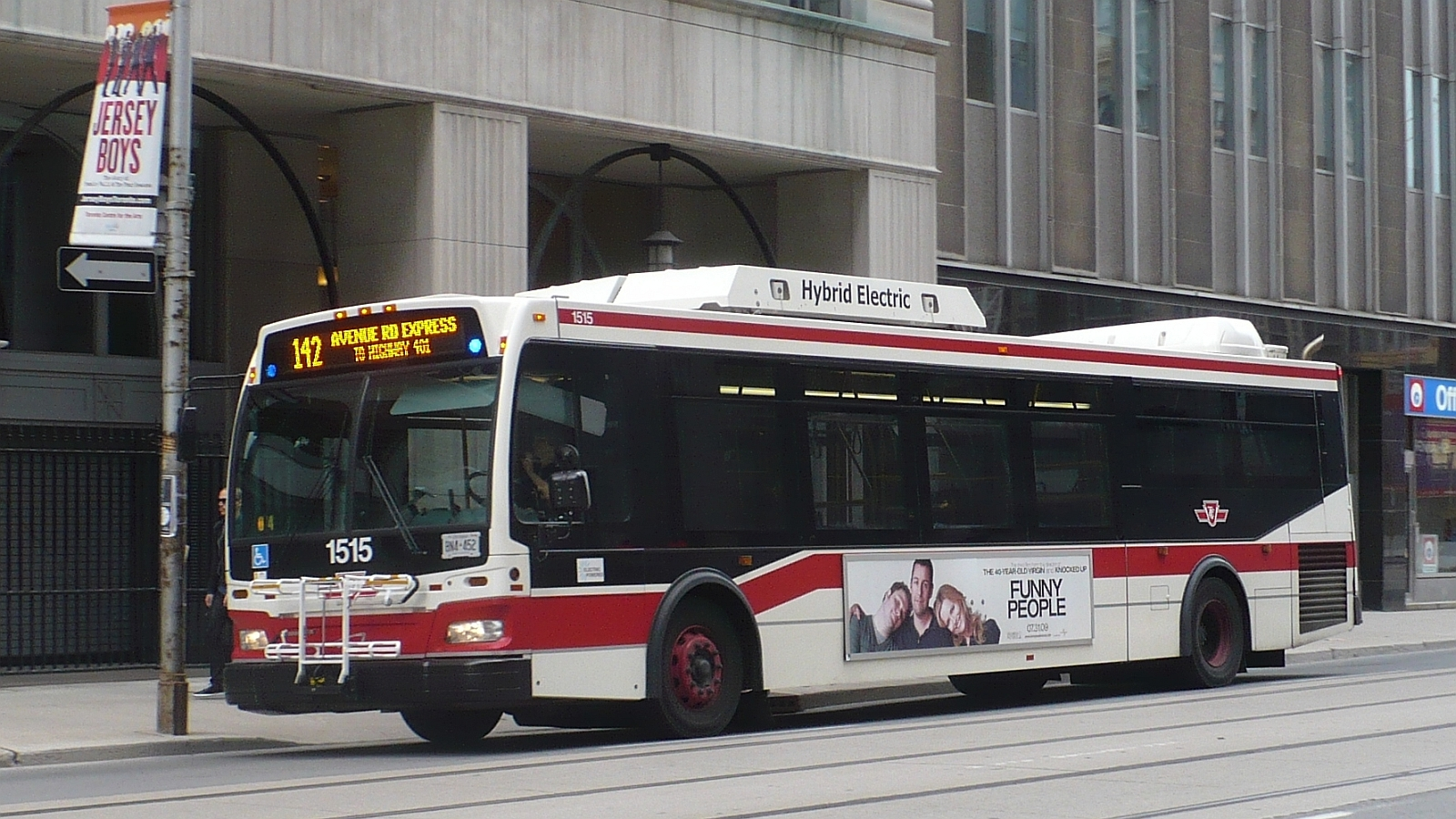
اتوبوس کمیسیون حمل و نقل تورنتو در خیابان ریچموند غربی در مسیر سریع 142

کمیسیون حمل و نقل تورنتو (TTC) از اتوبوس‌ها و سایر وسایل نقلیه برای حمل و نقل عمومی استفاده می‌کند. در سال ۲۰۱۸، سیستم اتوبوس TTC (انگلیسی: Toronto Transit Commission bus system) دارای ۱۵۹ مسیر اتوبوس بود که بیش از ۲۶۴ میلیون سوار را حمل می‌کردند، در مسیری با طول ۶۶۸۶ کیلومتر (۴۱۵۴ مایل) با اتوبوس‌هایی که ۱۴۳ میلیون کیلومتر (۸۹ میلیون مایل)  را  در سال طی می‌کردند. از سال ۲۰۲۱، TTC دارای ۱۹۲ مسیر اتوبوس در حال فعالیت است که ۲۸ مسیر اتوبوس شبانه را شامل می‌شود.